# 中国銀行（マカオ）
中国銀行（マカオ）（ちゅうごくぎんこうマカオ、中国語: 中国银行（澳门）股份有限公司、英語: Bank of China (Macau) Limited）は、中華人民共和国の国有商業銀行・中国銀行が100%出資するマカオの主要銀行であり、法定通貨「マカオ・パタカ（MOP）」の発券業務を行う発券銀行の一つである。1950年に設立され、マカオにおける最も歴史ある金融機関の一つとして、小口金融から国際業務まで幅広い業務を展開している。

## 沿革
- 1950年6月21日 - 「南通銀行」マカオ支店として設立。当初は中国資本系の民間銀行として、地域住民への預金・融資業務を展開していた。[4]
- 1987年1月1日 - 親会社である中国銀行の戦略的再編に伴い、銀行名を「中国銀行マカオ分行（Bank of China, Macau Branch）」に改称。マカオにおける中国銀行の唯一の支店としての機能を担う。[5]
- 1995年12月20日 - 中華人民共和国政府より、法定通貨「パタカ（MOP）」の発行機関として正式に指定され、マカオにおける発券銀行のひとつとなる。
- 1999年12月20日 - マカオの中国返還と特別行政区発足により、「中国銀行マカオ分行」は引き続き地域金融の中核として、公共財政口座の管理や大型インフラ金融に関与。
- 2022年1月31日 - 法人改組を完了し、分行から現地法人「中国銀行（マカオ）股份有限公司」へ移行。中銀マカオは、中国銀行本行と併存する「二重牌照体制（Dual License Regime）」のもと、独立法人としてマカオ金融管理局（AMCM）の監督下で営業を開始。[6]
- 2022年11月21日 – 新設の「中国銀行（マカオ）股份有限公司」（中国銀行マカオ子会社）が正式に営業を開始。これにより、中国銀行マカオは「分行＋子会社」の二重牌照体制（Dual License Regime）を構築し、マカオ市場で継続的に包括的金融サービスを提供している。[7]

## 発券銀行としての機能
中国銀行（マカオ）は、マカオで唯一の発券銀行の一つとして、法定通貨「マカオ・パタカ（MOP）」の紙幣発行と流通管理に重要な役割を果たしている。

### 発券銀行制度
マカオでは1995年から、大西洋銀行と中国銀行（マカオ分行）が共同で銀行券発行を担っている。中国銀行は1995年10月16日より正式に発券銀行に加わった。

### 発券契約と通貨発行権
発券業務はマカオ特別行政区政府およびマカオ金融管理局（AMCM）との契約で委託される商業銀行が担当する方式であり、この契約は数年ごとの更新が行われている。

### 通貨ボード制
マカオは通貨ボード制度を採用しており、発券されるパタカはすべて香港ドルで裏付けられ、その固定為替レート（1 HKD = 1.03 MOP）により安定性が確保されている。発券銀行はAMCMから発券枠を与えられた上で、流通・償還に関与している。

### 紙幣の企画・印刷・流通
中国銀行は紙幣のデザイン企画・印刷を実施し、AMCM とともに需要に応じた発行・回収体制を構築している。近年では2024年に「南獅」やマカオのランドマークをモチーフとした10・20パタカ新紙幣が導入されており、中国銀行が発券を担っている。

### 電子通貨・e‑MOP対応
マカオ金融管理局が進めるデジタル通貨「e‑MOP」実証実験において、中国銀行（マカオ分行）は第1フェーズの運営主体に選ばれており、電子パタカ制度の構築にも参画している。